# Ludwig von Nassau-Dillenburg

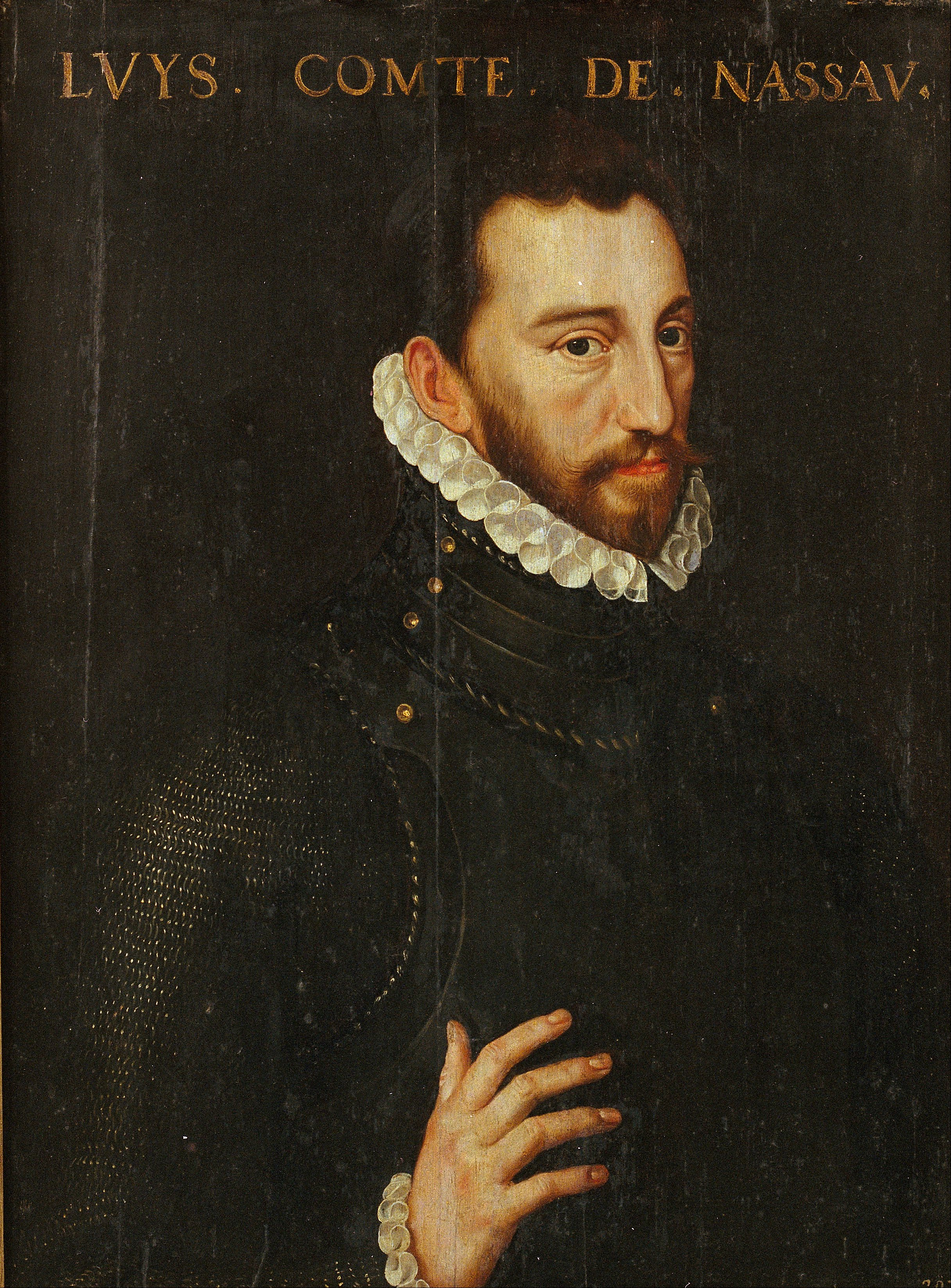
Ludwig von Nassau-Dillenburg, Adriaen Thomasz Key, 1570–1574

Ludwig von Nassau-Dillenburg (* 20. Januar 1538; † 14. April 1574 bei Mook en Middelaar) war ein niederländischer Feldherr. Er war der dritte Sohn des Grafen Wilhelm von Nassau-Dillenburg und Bruder von Wilhelm I. von Oranien.

## Leben

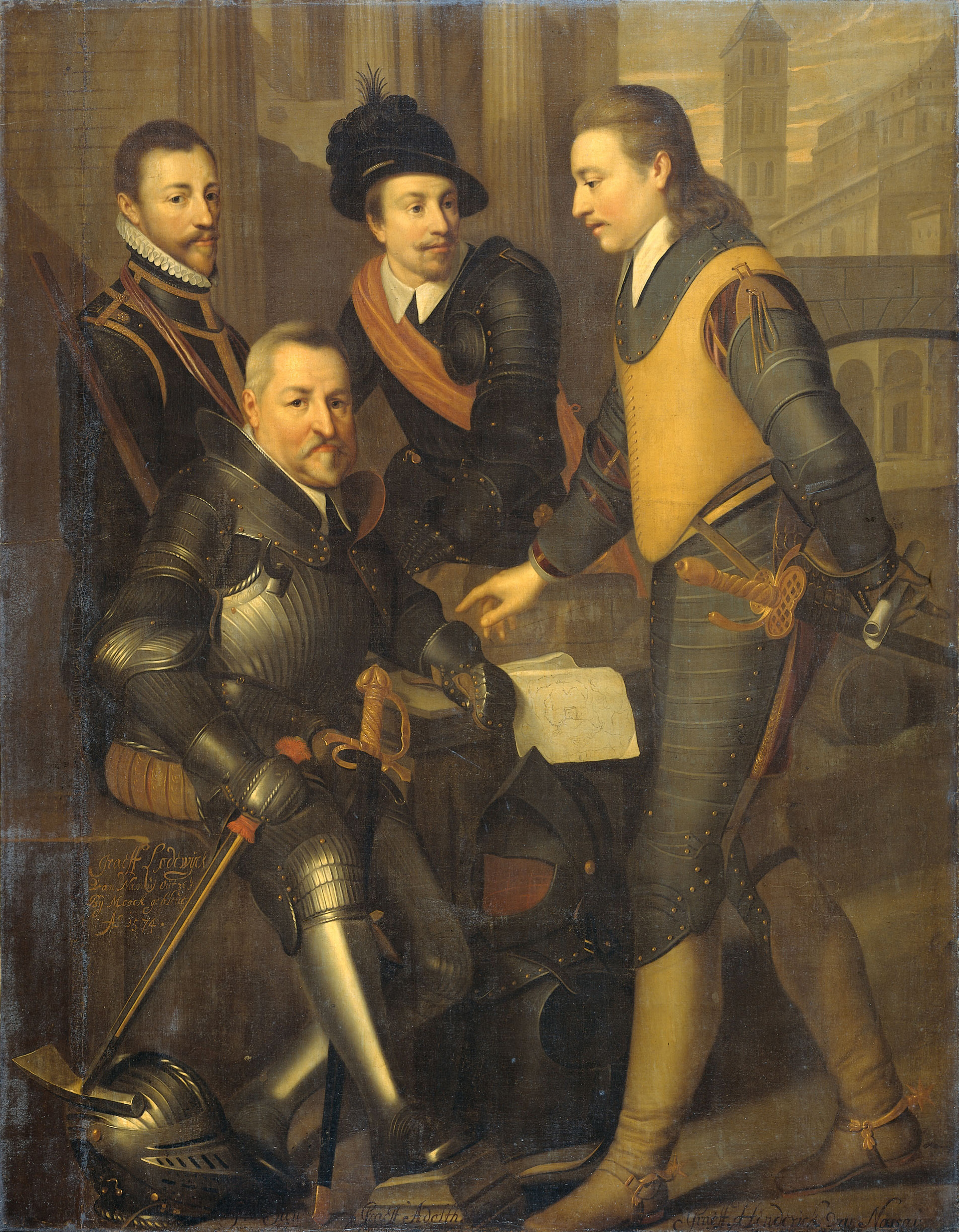
Ludwig (links) mit seinen Brüdern Johann (sitzend), Adolf und Heinrich

Ludwig trat an die Spitze der Geusen und wurde 1567 vom Herzog von Alba geächtet. Er floh daraufhin nach Deutschland, fiel 1568 von Ostfriesland aus in die Provinz Groningen ein. Hier schlug er am 23. Mai die Spanier bei der Schlacht von Heiligerlee, bei der er seinen jüngeren Bruder Adolf verlor. Am 21. Juli wurde er dann jedoch von Herzog Alba bei der Schlacht von Jemgum an der Ems geschlagen.
Später kämpfte Ludwig in Frankreich an der Seite der Hugenotten und fiel mit deren Hilfe 1572 in die Niederlande ein. Er nahm am 25. Mai Mons, musste die Stadt jedoch am 19. September an den Herzog von Alba übergeben. Weiters konnte er die Stadt Bergen erobern, die allerdings am 6. September 1572 von den Spaniern eingenommen wurde, wobei Ludwig in Gefangenschaft geriet.
1574 fiel Ludwig abermals in die Niederlande ein. Er wurde allerdings am 14. April auf der Mooker Heide geschlagen und fand bei dieser Schlacht ebenso wie sein Bruder Heinrich den Tod.